# 코파 델 레이 2001-02
코파 델 레이 2001-02(스페인어: Copa del Rey de Fútbol 2001-02)는 스페인의 연간 축구 컵대회인 코파 델 레이의 98번째 시즌이다. 이 대회에 스페인 축구 리그에 소속된 총 80개의 구단이 참가했다. 이 대회는 2001년 9월 6일에 시작되어 2002년 3월 6일에 마드리드의 산티아고 베르나베우에서 열린 결승전으로 막을 내렸다. 데포르티보는 결승전에서 레알 마드리드를 2-1으로 이기고 1995년 이래 7년 만이자 통산 2번째 우승을 거두었다. 이 시즌 우승을 거둔 데포르티보와 준우승을 거둔 레알 마드리드 모두 챔피언스리그 진출권을 확보함에 따라, UEFA컵 진출권은 리그 성적으로 유럽대항전을 확보하지 못한 차상위 성적을 낸 구단에게 돌아갔다.
전 시즌 우승을 거둔 사라고사는 로그로녜스와의 64강전 경기에서 승부차기 끝에 4-5로 패해 탈락했다.

## 예선 라운드
| 팀 1                  | 합계     | 팀 2              | 1차전 | 2차전 |
| --------------------- | -------- | ----------------- | ----- | ----- |
| 레모나                | 4–1      | 사모라            | 3–0   | 1–1   |
| 팔렌시아              | 1–4      | 마리노            | 0–2   | 1–2   |
| 노하                  | 2–4      | 오우렌세          | 1–0   | 1–4   |
| 엔데사 아스 폰테스    | 0–2      | 아무리오 클루브   | 0–0   | 0–2   |
| 가바                  | 1–2      | 로스피탈레트      | 1–1   | 0–1   |
| 테루엘                | 1–10     | 피게레스          | 1–2   | 0–8   |
| 사바델                | 1–2      | 로그로녜스        | 0–0   | 1–2   |
| 그라메네트            | 2–1      | 베아사인          | 1–0   | 1–1   |
| 라요 마하다온다       | 0–2      | 베신다리오        | 0–0   | 0–2   |
| 킨타나르 델 레이      | 1–3      | 파하라 플라야스   | 1–1   | 0–2   |
| 카스테욘              | 1–2      | 노벨다            | 0–2   | 1–0   |
| 란사로테              | 2–1      | 알리칸테          | 2–0   | 0–1   |
| 톨레도                | 4–0      | 칼라오라          | 2–0   | 2–0   |
| 아틀레티코 루세나     | 2–2 (원) | 시우다드 무르시아 | 2–1   | 0–1   |
| 마르베야              | 0–1      | 디테르 사프라     | 0–1   | 0–0   |
| 그라나다              | 1–6      | 카디스            | 0–2   | 1–4   |
| 아틀레티코 발레아레스 | 2–6      | 세우타            | 2–1   | 0–5   |

## 64강전
| 팀 1                | 결과         | 팀 2            |
| ------------------- | ------------ | --------------- |
| 레모나              | 2–3 (연)     | 셀타 비고       |
| 아무리오 클루브     | 1–3          | 아틀레틱 빌바오 |
| 파하라 플라야스     | 0–4          | 레알 마드리드   |
| 아틀레티코 마드리드 | 1–3          | 라요 바예카노   |
| 피게레스            | 1–0 (연)     | 바르셀로나      |
| 노벨다              | 0–1          | 발렌시아        |
| 콤포스텔라          | 1–2          | 알라베스        |
| 오우렌세            | 1–1 (3–5 승) | 바야돌리드      |
| 마리노              | 1–4          | 데포르티보      |
| 디테르 사프라       | 0–1          | 마요르카        |
| 례이다              | 1–0          | 에스파뇰        |
| 로그로녜스          | 0–0 (5–4 승) | 사라고사        |
| 로스피탈레트        | 2–1          | 레알 소시에다드 |
| 카디스              | 1–2          | 말라가          |
| 시우다드 무르시아   | 2–1          | 세비야          |
| 베신다리오          | 1–2          | 라스 팔마스     |
| 헤타페              | 1–2          | 비야레알        |
| 그라메네트          | 1–2          | 오사수나        |
| 란사로테            | 5–1          | 테네리페        |
| 스포르팅 히혼       | 4–2          | 오비에도        |
| 쿨투랄 레오네사     | 1–0          | 라싱 산탄데르   |
| 살라망카            | 2–0          | 누만시아        |
| 라싱 페롤           | 1–0          | 부르고스        |
| 짐나스틱            | 1–0          | 에이바르        |
| 알바세테            | 1–0          | 엘체            |
| 레반테              | 2–1          | 레가네스        |
| 코르도바            | 1–0          | 무르시아        |
| 하엔                | 2–0          | 헤레스          |
| 에히도              | 1–2          | 레크레아티보    |
| 엑스트레마두라      | 1–1 (2–4 승) | 바다호스        |
| 세우타              | 4–1 (연)     | 베티스          |

## 32강전
| 팀 1              | 결과         | 팀 2            |
| ----------------- | ------------ | --------------- |
| 피게레스          | 0–0 (4–2 승) | 오사수나        |
| 노벨다            | 1–0          | 라스 팔마스     |
| 쿨투랄 레오네사   | 1–2          | 데포르티보      |
| 살라망카          | 1–0 (연)     | 셀타 비고       |
| 라싱 페롤         | 1–2          | 바야돌리드      |
| 스포르팅 히혼     | 2–0          | 알라베스        |
| 란사로테          | 1–3          | 레알 마드리드   |
| 로그로녜스        | 0–3          | 로스피탈레트    |
| 톨레도            | 2–3 (연)     | 아틀레틱 빌바오 |
| 알바세테          | 1–3          | 라요 바예카노   |
| 코르도바          | 1–0          | 하엔            |
| 바다호스          | 0–0 (5–3 승) | 레크레아티보    |
| 세우타            | 0–0 (4–5 승) | 마요르카        |
| 례이다            | 1–2          | 짐나스틱        |
| 레반테            | 1–1 (4–5 승) | 비야레알        |
| 시우다드 무르시아 | 1–1 (4–2 승) | 말라가          |

## 16강전
| 팀 1              | 합계  | 팀 2            | 1차전 | 2차전 |
| ----------------- | ----- | --------------- | ----- | ----- |
| 바다호스          | 1–6   | 바야돌리드      | 1–3   | 0–3   |
| 시우다드 무르시아 | 0–1   | 라요 바예카노   | 0–0   | 0–1   |
| 코르도바          | 3–2   | 마요르카        | 2–1   | 1–1   |
| 피게레스          | 2–1   | 노벨다          | 2–1   | 0–0   |
| 짐나스틱          | 3–4   | 레알 마드리드   | 1–0   | 2–4   |
| 살라망카          | 2–4   | 아틀레틱 빌바오 | 2–2   | 0–2   |
| 스포르팅 히혼     | 3–7   | 비야레알        | 2–4   | 1–3   |
| 로스피탈레트      | [ 3 ] | 데포르티보      |       |       |

### 1차전
| 2001년 12월 12일 | 바다호스   | 1–3               | 바야돌리드                             | 바다호스                                                                       |  |  |
| 20:30 CET        | 로드리 31′ | 리포트 (스페인어) | 플로레스 21′ · 가르시아 47′ · 토테 71′ | 경기장: 누에보 비베로 관중 수: 5,000 심판: 루이스 메디나 칸탈레호 (안달루시아) |  |  |
|                  |            |                   |                                        |                                                                                |  |  |

| 2001년 12월 12일 | 시우다드 무르시아 | 0–0               | 라요 바예카노 | 무르시아                                                                           |  |  |
| 21:30 CET        |                   | 리포트 (스페인어) |               | 경기장: 라 콘도미나 관중 수: 8,000 심판: 베르나르디노 곤살레스 바스케스 (갈리시아) |  |  |
|                  |                   |                   |               |                                                                                    |  |  |

| 2001년 12월 12일 | 코르도바                | 2–1               | 마요르카  | 코르도바                                                                                   |  |  |
| 21:00 CET        | 플라테로 22′ · 라왈 70′ | 리포트 (스페인어) | Riera 68′ | 경기장: 누에보 아르캉헬 관중 수: 6,000 심판: 하비에르 투리엔소 알바레스 (카스티야 이 레온) |  |  |
|                  |                         |                   |           |                                                                                            |  |  |

| 2001년 12월 12일 | 피게레스                  | 1–0               | 노벨다       | 피게레스                                                                 |  |  |
| 21:00 CET        | 아르나우 48′ · 엘로이 84′ | 리포트 (스페인어) | 마드리갈 74′ | 경기장: 빌라테님 관중 수: 2,000 심판: 후안 카를로스 하소 델가도 (나바라) |  |  |
|                  |                           |                   |              |                                                                          |  |  |

| 2001년 12월 12일 | 짐나스틱            | 1–0               | 레알 마드리드 | 타라고나                                                                      |  |  |
| 20:30 CET        | 카랑카 83′ (자책골) | 리포트 (스페인어) |               | 경기장: 노우 에스타디 관중 수: 13,000 심판: 아르투로 다우덴 이바녜스 (아라곤) |  |  |
|                  |                     |                   |               |                                                                               |  |  |

| 2001년 12월 12일 | 살라망카                    | 2–2               | 아틀레틱 빌바오   | 살라망카                                                                    |  |  |
| 20:45 CET        | 호제리우 55′ · 로베르트 73′ | 리포트 (스페인어) | 에스케로 22′, 44′ | 경기장: 엘망티코 관중 수: 6,000 심판: 에바리스토 푸엔테스 레이라 (갈리시아) |  |  |
|                  |                             |                   |                   |                                                                             |  |  |

| 2001년 12월 12일 | 스포르팅 히혼     | 2–4               | 비야레알                                          | 히혼                                                                   |  |  |
| 20:45 CET        | 알바레스 28′, 90′ | 리포트 (스페인어) | 크라이오베아누 45′ · 로페스 61′, 76′ · 마르틴 72′ | 경기장: 엘 몰리논 관중 수: 4,500 심판: 알폰소 페레스 부룰 (칸타브리아) |  |  |
|                  |                   |                   |                                                   |                                                                        |  |  |

### 2차전
| 2001년 12월 18일 | 레알 마드리드                | 4–2               | 짐나스틱                 | 마드리드                                                                                   |  |  |
| 21:30 CET        | 라울 4′, 45′, 48′ · 구티 30′ | 리포트 (스페인어) | 쿠에야르 1′ · 에레로 15′ | 경기장: 산티아고 베르나베우 관중 수: 5,000 심판: 페르난도 카르모나 멘데스 (엑스트레마두라) |  |  |
|                  |                              |                   |                          |                                                                                            |  |  |

| 2001년 12월 19일 | 바야돌리드                               | 3–0               | 바다호스 | 바야돌리드                                                                        |  |  |
| 21:30 CET        | 오스카르 46′ · 가르시아 57′ · 살레스 81′ | 리포트 (스페인어) |          | 경기장: 호세 소리야 관중 수: 4,500 심판: 빅토르 호세 에스키나스 토레스 (마드리드) |  |  |
|                  |                                          |                   |          |                                                                                   |  |  |

| 2001년 12월 19일 | 라요 바예카노 | 1–0               | 시우다드 무르시아 | 마드리드                                                                   |  |  |
| 21:30 CET        | 볼로 88′      | 리포트 (스페인어) |                   | 경기장: 테레사 리베로 관중 수: 6,000 심판: 후안 안수아테기 로카 (발렌시아) |  |  |
|                  |               |                   |                   |                                                                            |  |  |

| 2001년 12월 19일 | 마요르카 | 1–1               | 코르도바   | 팔마 데 마요르카                                                     |  |  |
| 21:30 CET        | Eto'o 8′ | 리포트 (스페인어) | Cámara 56′ | 경기장: Son Moix 관중 수: 6,000 심판: 미겔 앙헬 페레스 라사 (바스크) |  |  |
|                  |          |                   |            |                                                                      |  |  |

| 2001년 12월 19일 | 노벨다 | 0–0               | 피게레스 | 노벨다                                                                       |  |  |
| 21:30 CET        |        | 리포트 (스페인어) |          | 경기장: 라 마그달레나 관중 수: 4,000 심판: 후안 페레니게스 페레스 (무르시아) |  |  |
|                  |        |                   |          |                                                                              |  |  |

| 2001년 12월 19일 | 아틀레틱 빌바오         | 2–0               | 살라망카 | 빌바오                                                                    |  |  |
| 21:30 CET        | 게레로 46′ · 예스테 71′ | 리포트 (스페인어) |          | 경기장: 산 마메스 관중 수: 32,000 심판: 알베르토 운디아노 마옝코 (나바라) |  |  |
|                  |                         |                   |          |                                                                           |  |  |

| 2001년 12월 19일 | 비야레알                     | 3–1               | 스포르팅 히혼 | 비야레알                                                                 |  |  |
| 21:30 CET        | 카그나 25′ · 마르틴 79′, 85′ | 리포트 (스페인어) | 브라시 15′    | 경기장: 엘 마드리갈 관중 수: 4,000 심판: 헤수스 테예스 산체스 (카탈루냐) |  |  |
|                  |                              |                   |               |                                                                          |  |  |

## 8강전
| 팀 1          | 합계 | 팀 2            | 1차전 | 2차전    |
| ------------- | ---- | --------------- | ----- | -------- |
| 레알 마드리드 | 4–1  | 라요 바예카노   | 4–0   | 0–1      |
| 비야레알      | 0–3  | 아틀레틱 빌바오 | 0–2   | 0–1      |
| 데포르티보    | 3–2  | 바야돌리드      | 2–0   | 1–2 (연) |
| 코르도바      | 0–2  | 피게레스        | 0–2   | 0–0      |

### 1차전
| 2002년 1월 8일 | 레알 마드리드                                          | 4–0               | 라요 바예카노 | 마드리드                                                                                |  |  |
| 21:30 CET      | 호베르투 카를루스 33′ · 라울 78′ · 지단 81′ · 피구 84′ | 리포트 (스페인어) |               | 경기장: 산티아고 베르나베우 관중 수: 42,000 심판: 에두아르도 이투랄데 곤살레스 (바스크) |  |  |
|                |                                                        |                   |               |                                                                                         |  |  |

| 2002년 1월 9일 | 비야레알 | 0–2               | 아틀레틱 빌바오 | 비야레알                                                                         |  |  |
| 21:00 CET      |          | 리포트 (스페인어) | 티코 16′, 20′   | 경기장: 엘 마드리갈 관중 수: 8,000 심판: 알폰소 피노 사모라노 (카스티야-라 만차) |  |  |
|                |          |                   |                 |                                                                                  |  |  |

| 2002년 1월 9일 | 코르도바 | 0–2               | 피게레스              | 코르도바                                                                                 |  |  |
| 21:00 CET      |          | 리포트 (스페인어) | 페냐 52′ · 엘로이 84′ | 경기장: 누에보 아르캉헬 관중 수: 5,000 심판: 페르난도 테이세이라 비티에네스 (칸타브리아) |  |  |
|                |          |                   |                       |                                                                                          |  |  |

| 2002년 1월 9일 | 데포르티보                  | 2–0               | 바야돌리드 | 라 코루냐                                                                    |  |  |
| 20:45 CET      | 카프데빌라 46′ · 마카이 61′ | 리포트 (스페인어) |            | 경기장: 리아소르 관중 수: 14,000 심판: 마누엘 메후토 곤살레스 (아스투리아스) |  |  |
|                |                             |                   |            |                                                                              |  |  |

### 2차전
| 2002년 1월 15일 | 아틀레틱 빌바오 | 1–0               | 비야레알 | 빌바오                                                                                |  |  |
| 20:45 CET       | 게레로 13′      | 리포트 (스페인어) |          | 경기장: 산 마메스 관중 수: 22,000 심판: 알렉시스 마누엘 페레스 페레스 (카나리아 제도) |  |  |
|                 |                 |                   |          |                                                                                       |  |  |

| 2002년 1월 16일 | 피게레스 | 0–0               | 코르도바 | 피게레스                                                                 |  |  |
| 21:30 CET       |          | 리포트 (스페인어) |          | 경기장: 빌라테님 관중 수: 7,500 심판: 미겔 앙헬 아이사 가메스 (발렌시아) |  |  |
|                 |          |                   |          |                                                                          |  |  |

| 2002년 1월 16일 | 라요 바예카노 | 1–0               | 레알 마드리드 | 마드리드                                                                       |  |  |
| 21:00 CET       | 페라곤 90′    | 리포트 (스페인어) |               | 경기장: 테레사 리베로 관중 수: 5,000 심판: 루이스 메디나 칸탈레호 (안달루시아) |  |  |
|                 |               |                   |               |                                                                                |  |  |

| 2002년 1월 16일 | 바야돌리드               | 2–1 (연)          | 데포르티보             | 바야돌리드                                                               |  |  |
| 21:45 CET       | 페르난도 3′ · 마리오 34′ | 리포트 (스페인어) | 트리스탄 110′ (페널티) | 경기장: 호세 소리야 관중 수: 5,000 심판: 후안 페르난데스 마린 (발렌시아) |  |  |
|                 |                          |                   |                        |                                                                          |  |  |

## 준결승전
| 팀 1            | 합계 | 팀 2          | 1차전 | 2차전 |
| --------------- | ---- | ------------- | ----- | ----- |
| 아틀레틱 빌바오 | 2–4  | 레알 마드리드 | 2–1   | 0–3   |
| 피게레스        | 1–2  | 데포르티보    | 0–1   | 1–1   |

### 1차전
| 2002년 1월 23일 | 아틀레틱 빌바오                 | 2–1               | 레알 마드리드 | 빌바오                                                                  |  |  |
| 20:15 CET       | 에체베리아 64′ · 우르사이스 85′ | 리포트 (스페인어) | 지단 4′       | 경기장: 산 마메스 관중 수: 42,000 심판: 후안 페르난데스 마린 (발렌시아) |  |  |
|                 |                                 |                   |               |                                                                         |  |  |

| 2002년 1월 24일 | 피게레스 | 0–1               | 데포르티보  | 피게레스                                                                    |  |  |
| 21:30 CET       |          | 리포트 (스페인어) | 트리스탄 5′ | 경기장: 빌라테님 관중 수: 7,500 심판: 에두아르도 이투랄데 곤살레스 (바스크) |  |  |
|                 |          |                   |             |                                                                             |  |  |

### 2차전
| 2002년 1월 30일 | 데포르티보     | 1–1               | 피게레스          | 라 코루냐                                                              |  |  |
| 21:15 CET       | 호세 마누엘 6′ | 리포트 (스페인어) | 피티 90′ (페널티) | 경기장: 리아소르 관중 수: 20,000 심판: 알폰소 페레스 부룰 (칸타브리아) |  |  |
|                 |                |                   |                   |                                                                        |  |  |

| 2002년 1월 30일 | 레알 마드리드                                 | 3–0               | 아틀레틱 빌바오 | 마드리드                                                                                        |  |  |
| 21:30 CET       | 라라인사르 51′ (자책골) · 라울 58′ · 구티 75′ | 리포트 (스페인어) |                 | 경기장: 산티아고 베르나베우 관중 수: 75,000 심판: 훌리안 로드리게스 산티아고 (카스티야 이 레온) |  |  |
|                 |                                               |                   |                 |                                                                                                 |  |  |

## 결승전
| 레알 마드리드 | 1–2 | 데포르티보                 |
| ------------- | --- | -------------------------- |
| 라울 58′      |     | 세르히오 6′ · 트리스탄 37′ |

## 득점 집계
| 순위 | 이름             | 골 | 구단            |
| ---- | ---------------- | -- | --------------- |
| 1    | 구티             | 6  | 레알 마드리드   |
| 1    | 라울             | 6  | 레알 마드리드   |
| 3    | 디에고 트리스탄  | 5  | 데포르티보      |
| 4    | 로베르토 페라곤  | 4  | 라요 바예카노   |
| 4    | 티코             | 4  | 아틀레틱 빌바오 |
| 4    | 마시오트         | 4  | 란사로테        |
| 4    | 산티 에스케로    | 4  | 아틀레틱 빌바오 |
| 4    | 호세 루이스 페냐 | 4  | 피게레스        |
| 9    | 키케 마르틴      | 3  | 비야레알        |
| 9    | 하비 가르시아    | 3  | 로스피탈레트    |

## 우승
| 코파 델 레이 2001-02 우승 |
| ------------------------- |
| 데포르티보 2번째 우승     |